# ادوبی لایت روم
ادوبی فتوشاپ لایت روم یک پردازشگر و ویرایشگر عکس می‌باشد که توسط شرکت ادوبی برای ویندوز و او اس ده منتشر شده‌است. این برنامه به کاربر اجازه دیدن، ویرایش و روتوش تعداد زیادی از عکس‌های دیجیتالی را می‌دهد. ویرایش‌های این لایت روم غیر مخرب هستند. با وجود اینکه با عنوان فتوشاپ به اشتراک گذاشته شده است اما بسیاری از امکانات ویرایش عکس را ندارد و در مقایسه با فتوشاپ کامل نیست.
لایت روم یک فایل منیجر (مثل ادوبی بریج) نیست و نمی‌تواند عکس‌ها را اداره کند مگر اینکه به دیتا بیس آن ریخته شوند.
لایت روم توسط زبان‌های برنامه‌نویسی سی پلاس پلاس و لوآ نوشته شده‌است.

## بررسی اجمالی
لایت روم روی این کارها متمرکز است:
کتابخانه
مثل دیگر ویرایشگرها، عکس‌ها را توسط فرا داده وارد و خارج می‌کند و به آن رتبه اضافه می‌کند. کتابخانه نوعی دروازه در لایت رو به حساب می‌آید.

ایجاد
پشتیبانی از فرمت JPEG و فرمت‌های Raw.
اصلاح عکس‌های دیجیتال اعم از تعادل رنگ سفید، رفع افکت قرمزی چشم، کم کردن نویز، کراپ کردن، تبدیل به سیاه و سفید و... .
در لایت روم نمی‌توان سمبل، نمودار، لوگو، اشکال سه بعدی یا تایپوگرافی ساخت. نرم‌افزاری صرفاً برای ویرایش عکس می‌باشد.

نقشه
نقشه در لایت روم ۴ اضافه شده است و آن به پخش جغرافیایی عکس‌ها به‌صورت دستی یا جاسازی شده کمک می‌کند.

کتاب
اضافه شده در لایت روم ۴، برای خلق کتاب‌های مصور.
اسلایدشو
برای درست کردن اسلاید شو از عکس و پس زمینه.
پرینت
چاپ تصاویر و طرح‌ها.
وب
برای ساخت یک گالری تحت وب برای دارندگان وبسایت. چند قالب برای ترغیب آن‌ها نیز موجود است.

پشتیبانی از بسیاری از دوربین مشهورهای کانن و نیکون.